# Bate Gerrit Peereboom
Bate Gerrit Peereboom, bijgenaamd Het Peereboompje, (Steenwijk, 11 juni 1900 - aldaar, 12 oktober 1944) was een Nederlands militair en politicus.
Opgeleid aan de Cadettenschool in Alkmaar, de Koninklijke Militaire Academie (KMA) te Breda en de Hogere Krijgsschool in Den Haag, was Peereboom van 1921 tot begin 1941 in allerlei officiersrangen bij hoofdzakelijk de artillerie in dienst (hij bereikte uiteindelijk de rang van kapitein), waarna hij de leiding kreeg over een drietal centrale gaarkeukens in Den Haag.
Zijn militaire loopbaan werd slechts van 18 mei 1932 tot 9 mei 1933 onderbroken (hij werd als militair op non-actief gesteld) toen hij in de Tweede Kamer als eenmansfractie de plaats innam van de leider van de Hervormd-Gereformeerde Staatspartij (HGSP), dominee Lingbeek. Deze was namelijk weer predikant geworden, hetgeen toentertijd van de Nederlandse Hervormde Kerk niet mocht samengaan met het bezethouden van een Kamerzetel. Omdat Lingbeek vanwege het weinig tot de verbeelding sprekende optreden van Peereboom (zie verderop) het predikantschap na een jaar alweer voor gezien hield om opnieuw de lijst aan te voeren - ditmaal voor de Tweede Kamerverkiezingen van 1933 - kon deze zich na de verkiezingen wederom in de Kamer begeven, hetgeen het doek deed vallen over het Kamerlidmaatschap van Peereboom. Als tamelijk onopvallend en niet zo welbespraakt parlementariër (hij kreeg van de journalisten op het Binnenhof de bijnaam 'Het Peereboompje') had hij inzake het wetsvoorstel om grove godslastering strafbaar te stellen, geopperd alle vormen van godslastering strafbaar te maken.
Vervolgens was hij van 1933 tot 1936 secretaris van de HGSP, tijdens welke periode de partij onder zijn leiding een reorganisatie onderging, bedoeld om de interne wrijvingen een halt toe te roepen. In 1936 verliet hij de partij. Van 1935 tot 1939 was hij nog lid van de Provinciale Staten van Zuid-Holland, zij het niet voor de HGSP.
De orthodox-hervormde Bate Gerrit Peereboom overleed in het najaar van 1944 op 44-jarige leeftijd.
- Biografisch Portaal: 56950358
- Parlement.com: vg09ll496qzn